# Павей, Макс
Макс Павей (традиционное написание, в соответствии с правилами английского языка, правильно Пэйви; англ. Max Pavey, 5 марта 1918, Бостон — 4 сентября 1957, Нью-Йорк) — американский шахматист, мастер. Бронзовый призер чемпионата США 1951 г. Серебряный призер открытого чемпионата США 1953 г. Чемпион Шотландии 1939 г. Чемпион США по блицу 1947 г. Двукратный чемпион Манхэттенского шахматного клуба. В составе сборной США принимал участие в ряде международных матчей.

## Биография
Родился в Бостоне. Учился в Шотландии. Окончил медицинский факультет Университета Глазго. Во время учебы в университете стал чемпионом Шотландии. Накануне Второй Мировой войны вернулся в США. Работал врачом.
Умер от лейкемии в нью-йоркском госпитале Маунт-Синай.
Павей был первым сильным шахматистом, с которым сыграл будущий чемпион мира Р. Фишер. 17 января 1951 г. по протекции Г. Хелмса Фишер участвовал в сеансе одновременной игры Павея и очень быстро проиграл. Однако именно на этом мероприятии Фишера увидел и взял под опеку президент Бруклинского шахматного клуба К. Нигро. Позже Павей и Фишер еще дважды встретились за доской в 1956 г. на мемориале Розенвальда (ничья) и в полуфинале чемпионата Манхэттенского шахматного клуба. В этой партии Павей смог черными нанести поражение восходящей звезде и выиграть свою отборочную группу. Это был последний турнир в его карьере.
В честь М. Павея назван шахматный клуб в нью-йоркском округе Уэстчестер.

## Спортивные результаты
| Год         | Город    | Соревнование                                                           | + | − | = | Результат | Место |
| ----------- | -------- | ---------------------------------------------------------------------- | - | - | - | --------- | ----- |
| 1939        | Абердин  | Чемпионат Шотландии                                                    | 6 | 0 | 3 | 7½ из 9   | 1     |
| 1947        |          | Матч по радио Нью-Йорк — Ла-Плата (против Э. Россетто)                 | 0 | 0 | 1 | ½ из 1    |       |
| 1948        | Балтимор | Открытый чемпионат США                                                 |   |   |   | 8½ из 12  | 5—8   |
| 1949        | Нью-Йорк | Чемпионат штата Нью-Йорк                                               |   |   |   |           | 1     |
| 1951        | Нью-Йорк | Чемпионат США                                                          |   |   |   | 7 из 11   | 3     |
| 1953        | Милуоки  | Открытый чемпионат США                                                 |   |   |   |           | 2     |
| 1954        | Нью-Йорк | Чемпионат Манхэттенского шахматного клуба                              |   |   |   |           | 3     |
|             | Нью-Йорк | Матч США — СССР (3-я доска, против П. П. Кереса)                       | 1 | 2 | 0 | 1 из 3    |       |
|             | Нью-Йорк | Чемпионат США                                                          |   |   |   | 7½ из 13  | 4—5   |
| 1955        | Москва   | Матч СССР — США (запасной; играл на 6-й доске против Т. В. Петросяна)  | 0 | 2 | 0 | 0 из 2    |       |
| 1955 / 1956 | Нью-Йорк | Чемпионат Манхэттенского шахматного клуба                              |   |   |   | 12 из 15  | 1     |
| 1956        | Нью-Йорк | Мемориал С. Розенвальда                                                |   |   |   |           | 10—11 |
| 1956 / 1957 | Нью-Йорк | Чемпионат Манхэттенского шахматного клуба (предварительная группа № 2) |   |   |   | 4 из 5    | 1     |